# فیروزآباد (کیار)
فیروزآباد، روستایی از توابع بخش ناغان شهرستان کیار در استان چهارمحال و بختیاری است.

## جمعیت
این روستا در دهستان مشایخ قرار دارد و براساس سرشماری مرکز آمار ایران در سال ۱۳۸۵، جمعیت آن ۱۹۸ نفر (۵۰خانوار) بوده‌است.